# Triopasites penniger
Triopasites penniger är en biart som först beskrevs av Cockerell 1894.  Triopasites penniger ingår i släktet Triopasites och familjen långtungebin. Inga underarter finns listade i Catalogue of Life.